# Eulemur collaris
Eulemur collaris je врста полумајмуна из породице лемура (Lemuridae). 

## Распрострањење
Ареал врсте је ограничен на једну државу – Мадагаскар.

## Станиште
Станиште врсте су шуме од нивоа мора до 1.875 метара надморске висине.

## Угроженост
Ова врста се сматра рањивом у погледу угрожености врсте од изумирања.